# Nocher
Nocher (lb. Nacher) – wieś (Uertschaft) w północno-zachodnim Luksemburgu, w kantonie Wiltz, w gminie Goesdorf. Do 3 października 2015 miejscowość leżała w dystrykcie Diekirch. Liczy 444 mieszkańców (31 grudnia 2022).